# Hibernate (Framework)
Hibernate (englisch für Winterschlaf halten) ist ein Open-Source-Persistenz- und ORM-Framework für Java. Für das .Net-Framework ist eine portierte Version namens NHibernate verfügbar.
Hibernates Hauptaufgabe ist die objektrelationale Abbildung (englisch O-R-Mapping, kurz ORM). Dies ermöglicht es, gewöhnliche Objekte mit Attributen und Methoden (im Java-Umfeld Plain Old Java Objects oder POJOs genannt) in relationalen Datenbanken zu speichern und aus entsprechenden Datensätzen wiederum Objekte zu erzeugen. Beziehungen zwischen Objekten werden auf entsprechende Datenbank-Relationen abgebildet.
Darüber hinaus bietet Hibernate Mechanismen zur Kompatibilität mit verschiedenen Datenbanken. Die zum Datenbankzugriff erforderlichen SQL-Anweisungen werden nicht explizit in SQL programmiert, sondern von Hibernate in Abhängigkeit vom SQL-Dialekt der verwendeten Datenbank generiert.
Hibernate kann unter anderem in Java-Applikationen und Servlet-Engines benutzt oder in einem Applikationsserver integriert werden.

## Funktionalität
Die Abfrage der persistierten Objekte erfolgt wahlweise über die SQL-ähnliche Abfragesprache Hibernate Query Language (HQL), mittels SQL-Statements oder objektorientiert mittels der Hibernate Criteria-API. Die Abfragen werden je nach verwendeter Datenbank mittels JDBC in den entsprechenden SQL-Dialekt übersetzt. Hibernate bietet für alle aktuellen relationalen Datenbanksysteme entsprechende Einstellungen. Neue SQL-Dialekte können vom Benutzer selbst hinzugefügt werden.

### Objektrelationale Abbildung
Hibernate ermöglicht eine transparente Persistenz von Plain Old Java Objects (POJOs). Einzig ein parameterloser Konstruktor muss gegeben sein. Da Hibernate mittels Reflexion auf die Attribute der Klassen zugreift, sind keine öffentlichen Zugriffsfunktionen notwendig.
Das Abbilden von Java-Klassen auf Datenbanktabellen wird mittels einer XML-Datei (Mapping File) oder mit Java-Annotation bewerkstelligt. Bei der Verwendung von XML-Dateien können mittels der Hibernate-Werkzeuge sowohl die passenden Java-Klassen als auch die Datenbanktabellen generiert werden, bei der Verwendung von Annotationen ist nur letzteres möglich.
Hibernate unterstützt Objektreferenzen (1:1-Relationen) und (typisierte) Java Collections (1:N- und N:M-Relationen), sowie auch reflexive Beziehungen auf die eigene Klasse. Beim Laden von Objekten können in Beziehung stehende Objekte wahlweise sofort mitgeladen werden (eager loading) oder erst dann, wenn sie wirklich benötigt werden (lazy loading). Lazy Loading ist die Standard-Option für alle 1:N- und N:M-Beziehungen, funktioniert aber nur innerhalb derselben Transaktion bzw. Session. Hibernate kann auch so konfiguriert werden, dass Operationen wie Speichern oder Löschen auch über Relationen kaskadieren und somit die referenzielle Integrität gewahrt bleibt.
Hibernate unterstützt alle drei Arten der objektrelationalen Abbildung von Vererbungsbeziehungen (Tabelle pro Vererbungshierarchie, Tabelle pro Unterklasse und Tabelle pro konkrete Klasse), darüber hinaus auch impliziten Polymorphismus als Spezialform von Tabelle pro konkrete Klasse.
Ebenso ermöglicht Hibernate eine wahlfreie Abbildung von Java-Typen auf die von der Datenbank unterstützten SQL-Typen. Damit wird z. B. ermöglicht, Java-Enums analog zu normalen Integer-Properties abzubilden, oder einzelne Properties auf mehrere Tabellenspalten zu verteilen.

#### „SessionFactory“, „Session“ und „Transaction“
SessionFactory lädt die Konfiguration und die Abbildungen und wird normalerweise nur einmal pro Anwendung erzeugt.
Session ist das Bindeglied zwischen der Java-Applikation und den Hibernate-Diensten und bietet Methoden für Insert-, Update-, Delete- und Query-Operationen.
Transaction bildet JDBC- und JTA-Transaktionen ab. Geschachtelte Transaktionen werden nicht unterstützt.

### Weitere Funktionalitäten
Neben der Kernfunktionalität umfasst Hibernate noch folgende Unterprojekte:
Hibernate Annotations
OR-Mapping mittels Annotations
Hibernate EntityManager
Umsetzung der Schnittstelle Jakarta Persistence API
Hibernate Shards
Zugriff auf horizontal partitionierte Datenbanktabellen
Hibernate Validator
Definition von Daten-Integritäts- und Validierungsregeln in JavaBean-Klassen mittels Annotations
Hibernate Search
Transparente Erstellung eines Volltextindexes und Volltextsuche mit Lucene
Hibernate Tools
Entwicklungstools für Eclipse und Ant

## NHibernate
NHibernate ist das Gegenstück zu Hibernate für das .NET Framework, ab Version 5.1 wird auch .NET Core unterstützt. Aktuell (Stand: Juni 2023) ist die Version 5.4.3.
NHibernate ist mehr als eine reine C#-Portierung, vielmehr nutzt sie die zusätzlichen Möglichkeiten von C# wie z. B. Properties. Die Verwendung bietet sich an als Alternative zum Entity Framework.

### Unterprojekte
Zu NHibernate gibt es ebenfalls eine Reihe von Unterprojekten. So kann mit Fluent NHibernate die Erstellung der xml-Dateien für das Mapping vermieden werden. Das Automapping erlaubt es, auf eine erneute Aufzählung einzelner Attribute zu verzichten. Für die Konfiguration macht Fluent NHibernate intensiven Gebrauch von Lambda-Ausdrücken.

## Geschichte und Verbreitung von Hibernate
Hibernate wurde 2001 von einem Team aus Java-Entwicklern unter Gavin King entwickelt. Das Unternehmen JBoss, Inc., Hersteller des freien Java-Anwendungsservers WildFly, stellte später einige der wichtigsten Hibernate-Entwickler ein, um die Integration von Hibernate in den Application Server voranzutreiben.
Die Version 3.x brachte Funktionalitäten wie Session-basierte Filter, JDK-5.0-Annotations und -Generics, DB-Schema-Validierung (V 3.1), JPA 1.0 (V 3.2) und 2.0 (V 3.5), Fetch Profile (V 3.5), eine Reorganisation der Hibernate Module (V 3.5) sowie Maven-Unterstützung (V 3.3).
Hibernate 4.x brachte insbesondere diverse Verbesserungen im Logging und Integrator sowie Refactorings, welche die Arbeit mit Hibernate erleichtern. Darüber hinaus brachte Hibernate 4.0 Mandantenfähigkeit mit ein oder mehreren Datenbankinstanzen oder Datenbankschemas. Ab Version 4.3 implementiert Hibernate die JPA 2.1-Spezifikation.
Die aktuelle Version 5.x von Hibernate definiert das Metamodell neu und baut die Mandantenfähigkeit weiter aus.
Ab Version 6.x wurde der javax-Namespace durch jakarta ausgetauscht. Hierbei handelt es sich nur um eine Änderung des Namens ohne funktionale Änderungen. Außerdem kann ab dieser Version per Position aus einem ResultSet gelesen werden, zusätzlich zum Zugriff über den Namen.
Hibernate wird laut Homepage von zehntausenden Java-Projekten weltweit verwendet. Etwa 25.000 Entwickler sind bei den Hibernate-Foren angemeldet. Hibernate wird im Schnitt ca. 3.000-mal täglich heruntergeladen.